# Oxo-syntes
Oxo-syntes är en kemisk reaktion där olefiner (alkener) reagerar med syntesgas över en katalysator, bestående av metallerna rodium eller kobolt, som är i komplex med organiskt material, till exempel trifenylfosfin. Aldehyd fås som produkter. Syntesgasen måste vara extremt ren. Av eten + syntesgas fås propanal (propanaldehyd). Om istället propen används, fås butanal och butanon. 
{\displaystyle {\rm {RCH\!\!=\!\!CHR'+H_{2}+CO\longrightarrow RCH_{2}\!\!-\!\!CHR'\!\!-\!\!CHO}}}
Då aldehyderna är reaktiva, reagerar dessa oftast vidare till olika alkoholer och karboxylsyror. 2-etylhexan-1-ol, 2-etylhexansyra, 1-propanol, 1-butanol, m.m. framställs vanligen på detta sätt industriellt. Till exempel kan butanal dimeriseras till 2-etylhex-2-enal och sedan hydrogeneras, varvid 2-etylhexan-1-ol erhålles:
{\displaystyle {\rm {CH_{3}\!\!-\!\!CH_{2}\!\!-\!\!CH_{2}\!\!-\!\!CHO+CH_{3}\!\!-\!\!CH_{2}\!\!-\!\!CH_{2}\!\!-\!\!CHO\longrightarrow CH_{3}\!\!-\!\!CH_{2}\!\!-\!\!CH_{2}\!\!-\!\!CH\!\!=\!\!C(CH_{2}\!\!-\!\!CH_{3})\!\!-\!\!CHO}}}
{\displaystyle {\rm {CH_{3}\!\!-\!\!CH_{2}\!\!-\!\!CH_{2}\!\!-\!\!CH\!\!=\!\!C(CH_{2}\!\!-\!\!CH_{3})\!\!-\!\!CHO+2H_{2}\longrightarrow CH_{3}\!\!-\!\!CH_{2}\!\!-\!\!CH_{2}\!\!-\!\!CH_{2}\!\!-\!\!CH(CH_{2}\!\!-\!\!CH_{3})\!\!-\!\!CH_{2}OH}}}
I Sverige finns det en oxo-anläggning i Stenungsund, Perstorp Oxo AB.